# 造山帶
造山帶（英語：Orogenic belt）是受造山運動影響的地殼帶。 當大陸板塊擠壓並抬升形成一個或多個山脈時，就會形成造山帶。 這種地質過程涉稱為造山作用 .

海洋板塊俯衝到大陸板塊的下方形成增生造山帶.（例如：安第斯山脈)
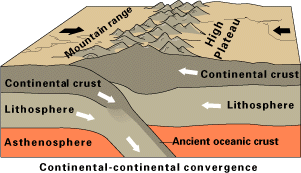
碰撞造山帶由兩個大陸板塊的碰撞而形成。 通常，大陸地殼俯衝到岩石圈深處被變質成藍片岩到榴輝岩相，然後沿著同一俯衝帶出露。(例如：喜馬拉雅山）)

## 概述
造山運動通常會產生造山帶，形成在大陸克拉通邊緣的長條變形區域。 年輕造山帶通常在活動的俯衝帶具有頻繁的火山活動和地震。 較老的造山帶通常被深度侵蝕並暴露出被位移和變形的地層。 這些地層通常是高度變質的，也包括大量的侵入火成岩岩磐。
由俯衝帶形成的造山帶，會產生地震和火山，並經常形成島弧。這些島弧可能在增生造山運動期間被推到大陸邊緣。在俯衝帶地殼被融化，加厚岩石圈。當海洋板塊其上的大陸地殼和另一側的大陸地殼碰撞時，俯衝活動就結束，並將增生造山運動轉變為碰撞造山運動。 碰撞造山運動會產生極高的山脈，就像喜馬拉雅山在6500 萬年前就開始它的造山運動。

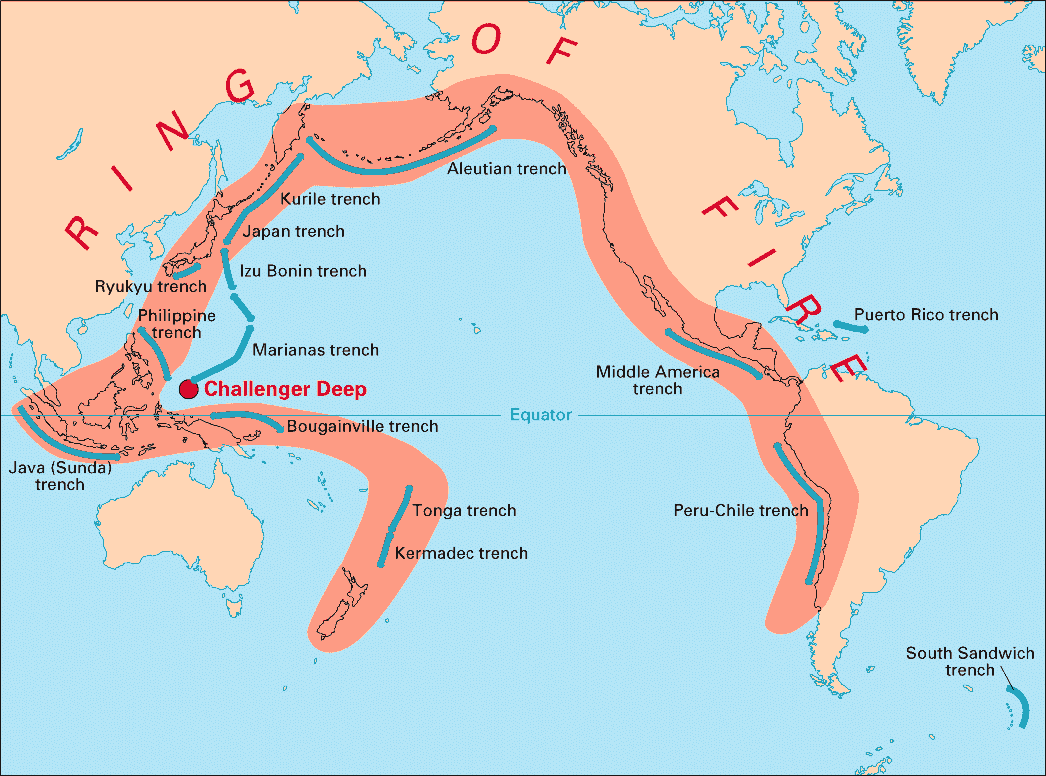
環太平洋造山帶（太平洋火環）
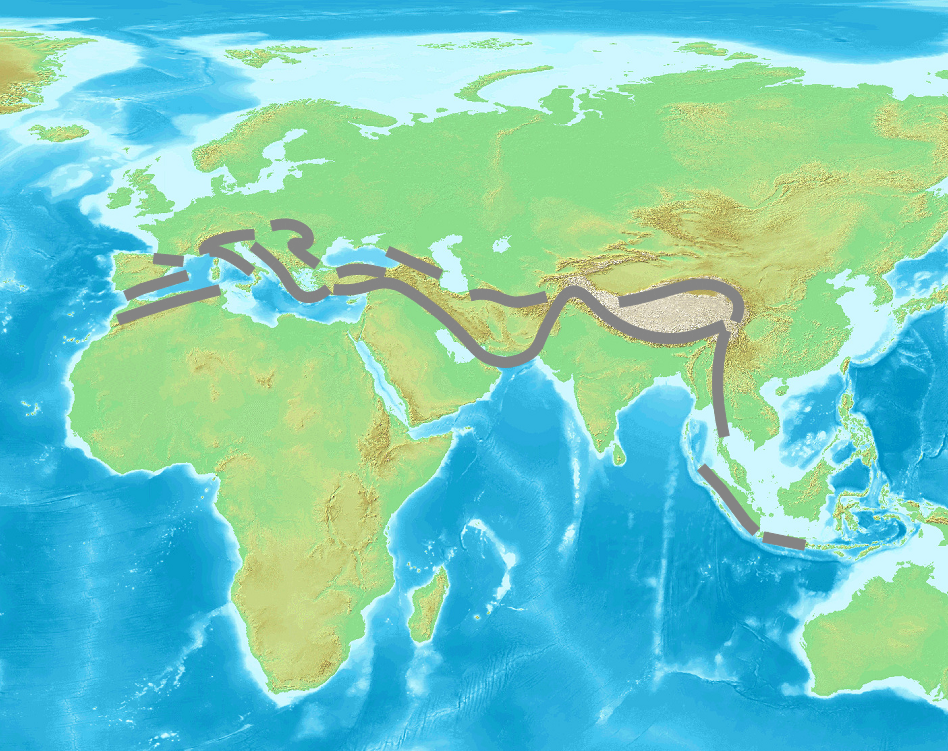
阿爾卑斯山-喜馬拉雅造山帶

地球上主要的造山帶是環太平洋造山帶（Pacific Ring of Fire）和阿爾卑斯山-喜馬拉雅造山帶。由於這些造山帶是年輕的造山帶，它們形成了大山脈，地殼活動活躍，並伴有火山帶和地震帶。